# Kelly Adams
Pour les articles homonymes, voir Adams.
Kelly Adams est une actrice britannique, née le 16 octobre 1979 à Lincoln en Angleterre.

## Filmographie

### Cinéma
- 2008 : Bronson : Irene
- 2009 : The Boxer : Natalie
- 2009 : My Last Five Girlfriends : Wendy
- 2009 : Code 77 : Sarah

### Télévision
- 2002 : Prince William : Tara Palmer-Tomkinson
- 2004-2006 : Holby City : Mickie Hendrie (81 épisodes)
- 2005 : Casualty : Mickie Hendrie (1 épisode)
- 2006 : Children in Need : Mickie Hendrie (1 épisode)
- 2006 : Robin des Bois : Eve (1 épisode)
- 2008 : Doctors : Amanda Prior (1 épisode)
- 2009-2012 : Les Arnaqueurs VIP : Emma Kennedy (24 épisodes)
- 2010 : The Persuasionists : Victoria Smeet (1 épisode)
- 2012 : The Cricklewood Greats : Jenny Driscoll
- 2012 : The Town : Lucy (1 épisode)
- 2013 : Meurtres au paradis : Liz Curtis (1 épisode)
- 2013 : Les Enquêtes de Morse : Cynthia Riley (1 épisode)
- 2013-2014 : Bluestone 42 : Mary (15 épisodes)
- 2014-2015 : Ronja, the Robber's Daughter : Birk (25 épisodes)
- 2015 : Mr Selfridge : Nancy Webb (10 épisodes)
- 2015 : The Delivery Man : Jess (1 épisode)
- 2015 : Doc Martin (en) : Erica Holbrooke (1 épisode)